# Севеле, Фелети
Фелети Вакаʻута Севеле, лорд Севеле из Ваилахи (тонга Feleti Vakaʻuta Sevele, род. 7 июля 1944 года) — тонганский политик, премьер-министр Тонга с 30 марта 2006 по 22 декабря 2010 года.

## Биография
С 1999 года — член парламента, министр труда, торговли и промышленности. Вёл переговоры по вступлению Тонга в ВТО в 2005 году. После серии массовых демонстраций за уменьшение роли королевской семьи в управлении страной Севели был назначен премьер-министром вместо племянника короля Тауфахау Тупоу IV, ушедшего в отставку 11 февраля. В том же году королём стал после кончины отца Джордж Тупоу V. Севеле стал третьим не аристократом на посту премьер-министра или премьера Тонга после Ширли Бейкера и Сиосатеки Тонга. В 2010 году оставил пост после того, как было введено избрание премьер-министра парламентом. Отказавшись в том же году переизбираться в депутаты парламента, он получил пожизненный аристократический титул лорда Севеле из Ваилахи.